# Hermannia pinnata
Hermannia pinnata är en malvaväxtart som beskrevs av Carl von Linné. Hermannia pinnata ingår i släktet Hermannia och familjen malvaväxter. Inga underarter finns listade i Catalogue of Life.

## Bildgalleri

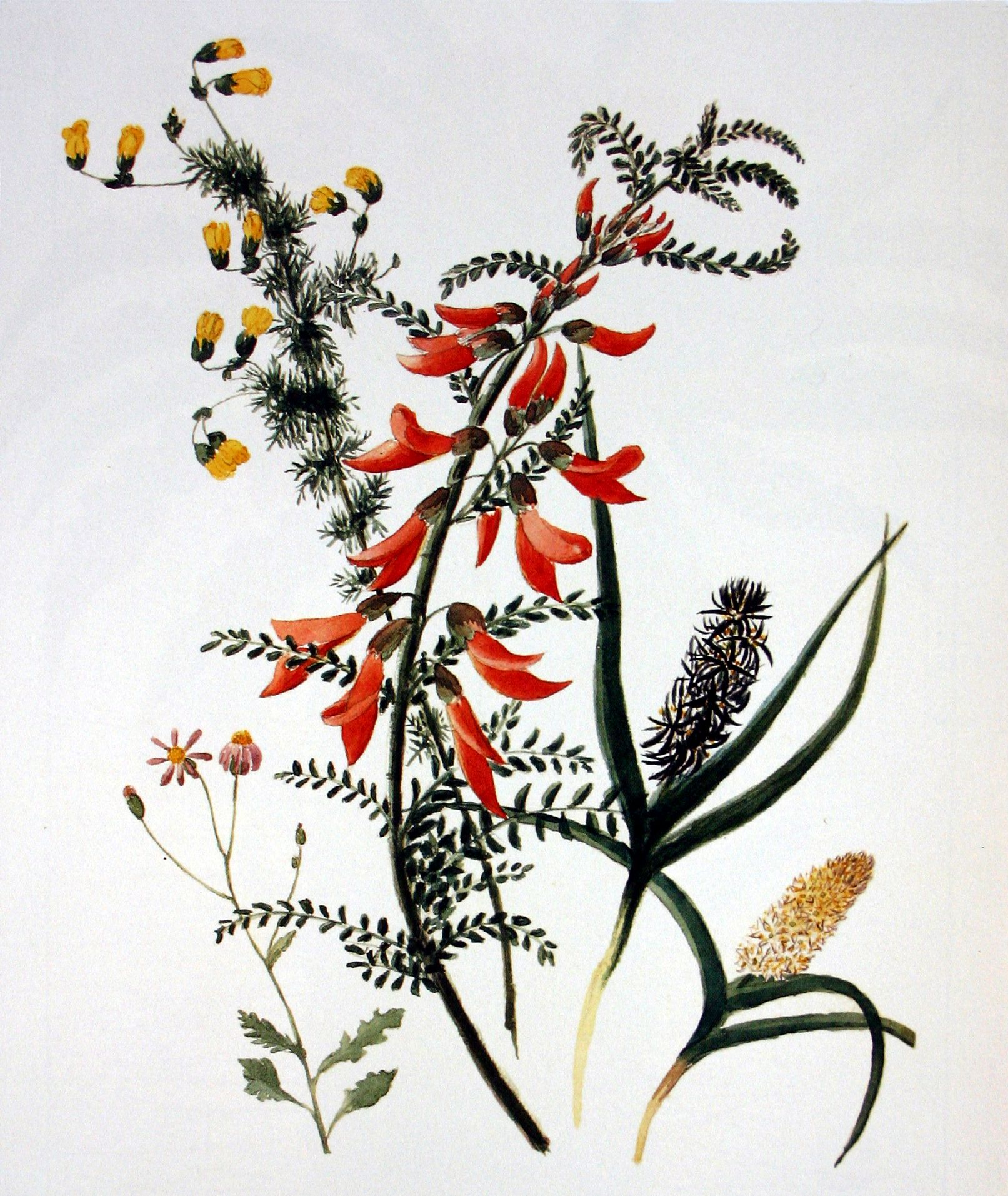